# Dikasterium für die Institute geweihten Lebens und für die Gesellschaften apostolischen Lebens
Das Dikasterium für die Institute geweihten Lebens und für die Gesellschaften apostolischen Lebens (lateinisch Dicasterium pro Institutis vitae consecratae et Societatibus vitae Apostolicae, italienisch Dicastero per gli Istituti di Vita Consacrata e le Società di Vita Apostolica; Abkürzung DICLSAL; vereinfachend auch Dikasterium für die Ordensleute oder Ordensdikasterium genannt) ist eine Zentralbehörde der Römischen Kurie. Die Aufgaben des Dikasteriums umfassen die Anerkennung, rechtliche Regulierung und disziplinarische Beaufsichtigung aller Institute des geweihten Lebens und Gesellschaften apostolischen Lebens.

## Geschichte
Das Dikasterium wurde durch Papst Sixtus V. als Congregatio pro consultationibus episcoporum et regularium am 21. Mai 1586 begründet und in der Konstitution Immensa Aeterni Dei am 21. Januar 1588 bestätigt. Mit der vom 28. Juni 1908 stammenden Konstitution Sapienti consilio teilte Papst Pius X. die Kongregation in die Kongregation für die Bischöfe und die Religiosenkongregation. Nachdem Papst Paul VI. ihr mit der Apostolischen Konstitution Regimini ecclesiae universae am 15. August 1967 den Namen Kongregation für die Ordensleute und Säkularinstitute gab, erhielt sie am 28. Juni 1988 von Papst Johannes Paul II. mit der Konstitution Pastor Bonus die Bezeichnung Kongregation für die Institute geweihten Lebens und für die Gesellschaften apostolischen Lebens.
Mit Inkrafttreten der Apostolischen Konstitution Praedicate Evangelium am 5. Juni 2022 erhielt sie die heutige Bezeichnung.

## Zuständigkeiten, Aufgaben
Zum Zuständigkeitsbereich des Dikasteriums gehören alle approbierten Institute des apostolischen und gottgeweihten Lebens. Deren Mitglieder werden zusammenfassend auch Religiosen genannt – daher auch die frühere Bezeichnung Religiosenkongregation. Zu den Religiosen zählen neben Mitgliedern von Ordens- und Säkularinstituten sowie apostolischen Gesellschaften auch gottgeweihte Jungfrauen und Eremiten. Allerdings ist für die Beaufsichtigung von Einzelpersonen, die nicht zu einem Verband zusammengeschlossen sind, in der Regel nicht unmittelbar die römische Kongregation, sondern der jeweilige Bischof zuständig.
Das Dikasterium fungiert stellvertretend für den Papst als höchste Rechtsinstanz für Fragen der Leitung, Disziplin und Ausbildung, des Vermögens und der Rechte und Privilegien der ihr unterstehenden Institute und Gesellschaften päpstlichen Rechts. Kirchliche Institute oder Ordensgemeinschaften bischöflichen Rechts werden dagegen unmittelbar von dem Bischof (beziehungsweise dessen auf Bistumsebene bestellten Rektor oder Vertreter) kontrolliert, in dessen Diözese sie tätig sind oder gegründet wurden; sie unterstehen der Kongregation nur indirekt, insoweit diese allgemeine Regeln über das Ordensleben oder andere gottgeweihte Lebensformen erlassen kann, an die auch der Bischof gebunden ist (vgl. auch 573–606  CIC).
Die Institute und Gesellschaften päpstlichen Rechts sind zur Abgabe jährlicher Berichte an das römische Dikasterium verpflichtet. Bedeutende wirtschaftliche Transaktionen sowie die Gründung, Fusionierung oder Auflösung dieser Verbände können nur mit Genehmigung des Dikasteriums erfolgen. Auch ist es für die Erteilung von Austrittindulten für ewige Professen und andere Entscheidungen zuständig, die nach dem allgemeinen Kirchenrecht oder dem Eigenrecht der Verbände dem Papst vorbehalten sind. Die Generalsuperioren oder Leiter der ihr unterstellten Gemeinschaften sind gegenüber dem Dikasterium unmittelbar für ihre Amtsführung verantwortlich.

## Mitglieder
Dem Dikasterium steht ein Präfekt vor. Zusätzlich zum Präfekten gehören dem Dikasterium Kardinäle, Erzbischöfe und Bischöfe sowie Ordensobere an, die vom Papst für jeweils fünf Jahre berufen werden. Mitglieder des Dikasteriums sind seit Juni 2025:

### Kardinäle
- Ángel Fernández Artime SDB
- Fridolin Ambongo Besungu OFMCap
- Luis Gerardo Cabrera Herrera OFMCap
- Angelo de Donatis
- Virgilio Do Carmo Da Silva SDB
- Kevin Joseph Farrell
- Mauro Gambetti OFMCap
- Gèrald Cyprien Lacroix ISPX
- Cristóbal López Romero SDB
- Giorgio Marengo IMC
- Pierbattista Pizzaballa OFM
- Arthur Roche
- Ángel Sixto Rossi SJ
- Jaime Spengler OFM
- Leonardo Ulrich Steiner OFM
- Daniel Fernando Sturla Berhouet SDB
- Luis Antonio Tagle
- Joseph William Tobin CSSR

### Erzbischöfe / Bischöfe
- Paolo Bizzeti SJ
- Amilton Manoel Da Silva CP
- Tesfaye Tadesse MCCJ
- José de Jesús González Hernández OFM
- Jerzy Maculewicz OFMConv
- Thulani Victor Mbuyisa CMM
- Jude Thadaeus Ruwa’ichi OFMCap
- Julio César Salcedo Aquino MJ
- Paskalis Bruno Syukur OFM

### Ordensobere
- Armin Luistro FSC
- Leonir Chiarello CS
- Roberto Genuin OFM
- Stanley Lubungo MAfr
- Miguel Márquez Calle OCD
- Donato Ogliari OSB
- Arturo Sosa Abascal SJ
- Rita Calvo Sanz ODN
- Chiara Cazzuola FMA
- Maria Goretti Lee SPC
- Idilia Maria Moreira Gonçalves Carneiro HSC
- Luisa Muston Säkularinstitut Missionarie degli infermi Cristo Speranza
- Françoise Petit FdC
- Roxanne Schares SSND

## Präfekten
- Ignazio Kardinal Masotti (1886–1888)
- Isidoro Kardinal Verga (1888–1896)
- Girolamo Maria Kardinal Gotti OCD (1899–1902)
- José Calassanç Kardinal Vives y Tuto OFMCap (1908–1913)
- Ottavio Kardinal Cagiano de Azevedo (Pro-Präfekt 1913, Präfekt 1913–1915)
- Domenico Kardinal Serafini OSB (1916)
- Diomede Angelo Raffaele Gennaro Kardinal Falconio OFM (1916–1917)
- Giulio Kardinal Tonti (1917–1918)
- Raffaele Kardinal Scapinelli Di Leguigno (1918–1920)
- Teodoro Kardinal Valfrè di Bonzo (1920–1922)
- Camillo Kardinal Laurenti (1922–1928)
- Alexis Kardinal Lépicier OSM (1928–1935)
- Vincenzo Kardinal Lapuma (Pro-Präfekt 1935, Präfekt 1935–1943)
- Luigi Kardinal Lavitrano (1945–1950)
- Clemente Kardinal Micara (1950–1953)
- Valerio Kardinal Valeri (1953–1963)
- Ildebrando Kardinal Antoniutti (1963–1973)
- Arturo Kardinal Tabera Araoz CMF (1973–1975)
- Eduardo Francisco Kardinal Pironio (Pro-Präfekt 1975–1976, Präfekt 1976–1984)
- Jean Jérôme Kardinal Hamer OP (Pro-Präfekt 1984–1985, Präfekt 1985–1992)
- Eduardo Kardinal Martínez Somalo (1992–2004)
- Franc Kardinal Rodé CM (2004–2011)
- João Kardinal Bráz de Aviz (Pro-Präfekt 2011–2012, Kardinalpräfekt 2012–2025)
- Simona Brambilla MC (2025)
  - Ángel Kardinal Fernández Artime SDB (Pro-Präfekt 2025)

## Sekretäre
- Donato Sbarretti (1910–1916)
- Adolfo Turchi (1916–1918)
- Mauro Serafini (1918–1925)
- Vincenzo Lapuma (1925–1935)
- Luca Ermenegildo Pasetto (1935–1950)
- Arcadio Larraona Saralegui CMF (1950–1959)
- Paul-Pierre Philippe OP (1959–1967)
- Antonio Mauro (1967–1969)
- Edward Louis Heston CSC (1969–1971)
- Paul Augustin Mayer OSB (1971–1984)
- Vincenzo Fagiolo (1984–1990)
- Francisco Javier Errázuriz Ossa ISch (1990–1996)
- Piergiorgio Nesti CP (1996–2006)
- Gianfranco Gardin OFMConv (2006–2009)
- Joseph William Tobin CSsR (2010–2012)
- José Rodríguez Carballo OFM (2013–2023)
- Sr. Simona Brambilla MC (2023–2025)
- Sr. Tiziana Merletti SFP (seit 2025)

## Untersekretäre
- Oreste Giorgi (1907–1911)
- Francesco Cherubini (1910–1915)
- Vincenzo Lapuma (1915–1925)
- Enrico Caiazzo (1925–1935)
- Vincenzo Padovani (1935–1943)
- Arcadio María Larraona CMF (1943–1950)
- Giovanni Battista Scapinelli di Léguigno (1950–1956)
- Pietro Palazzini (1956–1958)
- Giovanni Battista Verdelli (1958–1971)
- Dorio-Marie Huot SMM (1967–1971)
- Basil Heiser OFMConv (1972–1984)
- Mario Albertini (1974–1988)
- Jesús Torres Llorente CMF (1984–2004)
- Joseph Anthony Galante (1986–1992)
- Juan José Dorronsoro Allo (1988–2003)
- Josef Clemens (2003 – November 2003)
- Enrica Rosanna FMA (2004–2011)
- Vincenzo Bertolone SdP (2004–2007)
- Sebastiano Paciolla OCist (2008–2018)
- Nicoletta Vittoria Spezzati ASC (2011–2018)
- Carmen Ros Nortes NSC (seit 2018)
- Pier Luigi Nava SMM (2018–2023)
- Aitor Jiménez Echave CMF (seit 2024)